# 瑪蒂·哈塞爾頓
瑪蒂·蓋爾·哈塞爾頓（英語：Martie Gail Haselton，1970年—）是一名美國心理學家，也是加州大學洛杉磯分校的心理學教授，她在心理學系、傳播研究系以及社會與遺傳學研究所擔任職務。她的研究領域是演化心理學，尤其是與人類性行為和親密關係有關的領域。

## 著作
- Forgas, Joseph P.; Haselton, Martie G.; von Hippel, William (编).  Reprint. New York: Routledge. 2014 [2007]. ISBN 978-1138006249.
- Haselton, Martie G.  Reprint. New York: Little, Brown Spark. 2019 [2018]. ISBN 978-0316369206.

## 外部連結
- UCLA personal website
- Department of Psychology faculty page
- Department of Communication faculty page
- 由Google学术搜索索引的瑪蒂·哈塞爾頓出版物